# Ulundi
Ulundi är en stad i den sydafrikanska provinsen KwaZulu-Natal. Staden hade 19 840 invånare vid folkräkningen 2011, medan kommunen, Ulundi Local Municipality, hade 188 317 invånare vid samma tidpunkt. Staden ligger i hjärtat av Zululand, på floden White Umfolozis norra strand, mellan orterna Nongoma och Melmoth.
Namnet Ulundi är zulu och betyder "hög plats". Staden är det traditionella huvudsätet för zulumonarken.

## Historia
Ulundi var det historiska Zulurikets huvudstad, sedan platsen 1873 valts ut av den nyblivne zulukungen Cetshwayo. Slaget vid Ulundi, det sista slaget i Zulukriget, utspelades här den 4 juli 1879. Staden var under apartheideran huvudstad i bantustanet ("hemlandet") KwaZulu 1980-1994. Efter apartheids fall, då KwaZulu slogs ihop med Natal till den nya provinsen KwaZulu-Natal, blev Ulundi delad huvudstad i provinsen tillsammans med Pietermaritzburg, som senare blev ensam huvudstad.

## Näringsliv
Ulundi har få industrier; de viktigaste är förädling av lokalodlad mat, tobak och timmer. Staden har järnväg och flygplats.

## Kultur
I Ulundi finns en rekonstruktion av Ondini, platsen där kung Cetshwayos kraal stod. Här finns också ett museum över zulufolkets historia och kultur. Vid 1879 års slagfält ligger ett minnesmärke över slaget i form av ett stentempel med silverdom.